# La Haie-Fouassière
Haie-Fouassière – miejscowość i gmina we Francji, w regionie Kraj Loary, w departamencie Loara Atlantycka.
Według danych na rok 2010 gminę zamieszkiwało 4358 osób, a gęstość zaludnienia wynosiła 368 osób/km².